# Agonorites
Agonorites is een geslacht van kevers uit de familie van de loopkevers (Carabidae). De wetenschappelijke naam van het geslacht is voor het eerst geldig gepubliceerd in 1951 door Jeannel.

## Soorten
Het geslacht Agonorites omvat de volgende soorten:
- Agonorites anacritus Basilewsky, 1985
- Agonorites anchomeninus (Alluaud, 1932)
- Agonorites ankaratrae (Jeannel, 1948)
- Agonorites antsifotrae Basilewsky, 1985
- Agonorites culminicola Basilewsky, 1985
- Agonorites descarpentriesi Basilewsky, 1985
- Agonorites griveaudi Basilewsky, 1985
- Agonorites jeanneli Basilewsky, 1985
- Agonorites microphthalmus (Jeannel, 1948)
- Agonorites montanus Basilewsky, 1985
- Agonorites pauliani Basilewsky, 1985